# 神様ゲーム (麻耶雄嵩)
『神様ゲーム』（かみさまゲーム）は、麻耶雄嵩による日本の推理小説。講談社の子供向け推理小説のシリーズ「ミステリーランド」の第7回に配本された。挿画は原マスミ。2006年版「このミステリーがすごい!」では5位にランクインしている。
衝撃的な展開と、子供向けのレーベルとは思えないほどの後味の悪さが特徴的な作品。

## ストーリー
神降市に住んでいる小学生の黒沢芳雄は、同級生たちとともに市内で起きる猫殺しの解決に乗り出す。ある日、芳雄は同級生の鈴木太郎と言葉を交わす。彼は自分が全てを知ることの出来る神だと言い、猫殺しの犯人を芳雄に教えるのだが……。

## 登場人物
浜田探偵団
黒沢芳雄(くろさわ よしお)
主人公。父親の職業は刑事。ミチルに片思いをしている。
坂本孝志(さかもと たかし)
浜田探偵団のリーダー。中学生なみに体が大きく、面倒見が良い。
内海俊也(うつみ としや)
慎重な性格で、体力面で芳雄が勝る数少ない相手。家は本屋をしている。
山添ミチル(やまぞえ みちる)
三年前に東京から転校してきたためか、全体的に垢抜けている。
辻聡美(つじ さとみ)
活発な性格で気が強い。孝志が思いを寄せている。
岩渕英樹(いわぶち ひでき)
芳雄の親友。浜田探偵団に加わりたいと思っているが、浜田町に住んでいない為断られている。
鈴木太郎(すずき たろう)
半月前に転校してきた。無口で愛想がないため友人がいないが、本人は気にしていない。"天誅"を下すことが出来るという。
辻光一(つじ こういち)
聡美の従兄。色白で痩せている中学二年生。浜田探偵団に協力をする。
秋屋甲斐(あきや かい)
三井沢町のアパートに住んでいる大学生。
須之内(すのうち)
小学校五年生。浜田探偵団に入れるように迫った事がある。